# Rabdophaga repentiperda
Rabdophaga repentiperda är en tvåvingeart som först beskrevs av Stelter 1982.  Rabdophaga repentiperda ingår i släktet Rabdophaga och familjen gallmyggor.
Artens utbredningsområde är Tyskland. Inga underarter finns listade i Catalogue of Life.